# Lleó de les estepes
El lleó de les estepes o lleó gegant (Panthera fossilis) fou una espècie de pantera del Plistocè. Anteriorment era classificat com una subespècie del lleó (P. leo).
Molts fragments d'ossos es trobaren a Mosbach, Alemanya. Després va aparèixer un crani gairebé complet a Mauer, prop de Heidelberg (Alemanya). En la mateixa capa de sediments de fa 550,000 anys de l'homínid Homo erectus heidelbergensis.
El registre més antic d'aquesta espècie a Europa és d'Isèrnia, Itàlia, fa uns 700.000 anys. Una mandíbula d'un lleó d'1,75 milions d'anys d'Olduvai, a Kenya, mostra una gran semblança amb la dels lleons trobats a Europa.

## Descripció
Era un lleó d'una mida semblant a la del lleó americà del Plistocè superior. Com a màxim es creu que la seva llargària seria d'uns 2,40 metres, és a dir, aproximadament mig metre més que els lleons africans actuals.